# Wiktoria Frydecka
Wiktoria Frydecka z d. Kańska (ur. 21 grudnia 1901 w Szczerzcu, zm. 27 listopada 1992 we Wrocławiu) – polska przedstawicielka nauki i sztuki, artystka architektka. Członek Stowarzyszenia Architektów Polskich.

## Życiorys
W 1930 roku ukończyła studia architektoniczne na Politechnice Lwowskiej. Laureatka licznych nagród i wyróżnień w konkursach na projekty budynków użyteczności publicznej. Zmarła 27 listopada 1992, została pochowana trzy dni później na Cmentarzu Grabiszyńskim we Wrocławiu.